# Buckleyatractis marinkelli
Buckleyatractis marinkelli ist eine Art der Spulwürmer und einziger Vertreter der Gattung Buckleyatractis. Er ist ein Parasit des Dickdarms bei Schildkröten der Gattung Podocnemis in Südamerika.

## Merkmale

### Merkmale der Gattung
Buckleyatractis sind Atractinae mit langgestrecktem, vorn nach unten gekrümmtem Körper. Der Körper ist mit Dornen verschiedener Größe und Form besetzt, deren Anordnung bei Männchen und Weibchen verschieden ist. Der Schwanz beider Geschlechter endet in einem Anhang. Die rückenseitige Halsregion ist mit einem großen Kamm aus drei Längsreihen von Dornen besetzt, der übrige rückenseitige Abschnitt ist bei Adulten dornenlos. Die Bauchseite hat in der Halsregion zwei große Dornenpaare und am übrigen Körper kleine Dornen bis nahe an das Ende. Der Mund wird von drei deutlichen Lippen umgeben, die nach vorn zweigelappt sind. Die Oberlippe trägt zwei Papillen, die beiden Unterlippen je eine Papille und Amphide. Halspapillen sind ausgebildet. Der Ösophagus ist untergliedert. Die Exkretionspore ist groß und liegt hinter dem Ösophagus. Männchen haben 10 Paare von Schwanzpapillen. Die Spicula sind ungleich, ein Gubernaculum ist vorhanden. Die Vulva der Weibchen liegt unmittelbar vor dem Anus.

### Merkmale der Art
Männchen sind 6,73 bis 8,61 mm lang und hinter dem Halskamm 0,5 bis 0,6 mm breit. Die Exkretionspore hat einen Durchmesser von 74 bis 166 µm und liegt 1 bis 1,5 mm hinter dem Vorderende. Ein Nervenring wurde nicht nachgewiesen. Das rechte Spiculum ist 0,158 bis 0,199 mm lang, das linke 0,312 bis 0,446 mm. Das Gubernaculum ist 0,142 bis 0,197 mm lang und endet in einer seitlichen dreieckigen Projektion. Von den Schwanzpapillen liegen vier Paare vor der Kloake, drei dahinter und drei seitlich.
Weibchen sind 5,55 bis 10 mm lang und 0,393 bis 0,635 mm dick. Die Exkretionspore hat einen Durchmesser von 79 bis 190 µm und liegt 0,773 bis 1,649 hinter dem Vorderende. Ein Nervenring wurde nicht nachgewiesen. Die Vulva liegt 0,266 bis 0,431 mm vor dem Hinterende, der Schwanz ist 0,20 bis 0,346 mm lang und sein Anhängsel 0,218 bis 0,289 mm lang.
Larven sind 1,5 bis 2 mm lang und 0,09 bis 0,1 mm dick. Der Schwanz ist 0,28 bis 0,35 mm lang. Der gesamte Körper ist mit Dornen übersät, im Bereich des Ösophagus als feine Spitzen, dahinter breiter und dichter.